# François de Bourbon-Montpensier
Pour les articles homonymes, voir François de Bourbon.
François de Bourbon-Montpensier, duc de Châtellerault (1492 - 13 septembre 1515) est un prince du sang français de la maison de Bourbon-Montpensier, une branche cadette de la maison de Bourbon (elle-même une branche cadette de la dynastie capétienne). Il est le frère de Louis II, comte de Montpensier, de Charles III, duc de Bourbon (également connu sous le nom de connétable de Bourbon), de Louise de Bourbon, duchesse de Montpensier, et de Renée de Bourbon-Montpensier, duchesse de Lorraine. 

## Biographie
François de Bourbon-Montpensier est le troisième et le plus jeune fils de Gilbert de Bourbon, comte de Montpensier, et de Claire Gonzague. Il perd ses deux parents très jeune  François combat loyalement sous le commandement de son frère aîné Charles en Guyenne et en Navarre et est récompensé pour ses services par François Ier avec le duché de Châtellerault en février 1514.  François de Bourbon-Montpensier est tué au combat le 13 septembre 1515 lors de la bataille de Marignan contre les Suisses pendant les guerres d'Italie.  C'est son frère aîné Charles, déjà duc de Bourbon, qui hérite du duché de Châtellerault. Après la mort de Charles en 1527 pendant le sac de Rome, c'est la mère du roi, Louise de Savoie, qui hérite du duché de Châtellerault, qui fait son retour au domaine royal après sa mort en 1531. Par la suite, le duché de Châtellerault est donné à Charles II d'Orléans, troisième et plus jeune fils de François Ier. 
François de Bourbon-Montpensier ne s'est jamais marié mais aurait néanmoins eu une fille illégitime nommée Isabelle de Bourbon, qui aurait épousé un Espagnol nommé Laurent Suarez, comte de La Corogne, mais cela n'a jamais été prouvé.